# Marca de nascença
Uma marca ou mancha de nascença é uma irregularidade congênita e benigna na pele que aparece ao nascimento ou após o mesmo, geralmente até um mês de vida. Pode ocorrer em qualquer região da pele e é causada pelo crescimento excessivo de vasos sanguíneos, melanócitos, músculos lisos, gordura, fibroblastos ou queratinócitos.
A dermatologia classifica dois tipos de marca de nascença: as pigmentadas, que são causadas por quantidade excessiva de células de pigmentação e incluem manchas café com leite entre outras; e as vasculares, que são causadas por vasos sanguíneos e incluem hemangiomas e malformação capilar. Pouco mais de 10% dos bebês apresentam uma marca de nascença vascular até um ano de idade. Vários tipos de marca de nascença são parte do grupo de lesões cutâneas conhecidas como nevos, termo que em latim significa "marca de nascença".
A causa exata da maioria das marcas de nascença é desconhecida, mas suspeita-se que elas ocorram devido a desequilíbrios localizados em fatores que controlam o desenvolvimento e migração de células cutâneas. Sabe-se também que marcas de nascença vasculares não são hereditárias.

## Tratamento
Geralmente, marcas de nascença são inofensivas e não exigem tratamento. As pigmentadas podem sumir sozinhas com o tempo em alguns casos. Portadores de marcas vasculares podem optar por sua redução ou remoção por razões estéticas. Entre os tratamentos, inclui-se cirurgia, ingestão ou injeção de esteroides, ou raio laser dermatológico para reduzir a cor e tamanho.

## Folclore
Manchas de nascença são conhecidas como voglie em italiano e wiham em árabe, ambos termos que se traduzem para "desejos" pois, de acordo com a crença popular, elas são um resultado de desejos não realizados da mãe durante a gravidez. Por exemplo, se a mãe grávida não satisfaz um desejo repentino de comer morangos, diz-se que a criança terá uma marca em formato de morango.
Marcas de nascença são chamadas de Muttermal em alemão, moedervlekken em holandês e modermærke em dinamarquês. Todos esses termos em línguas germânicas se traduzem para "marcas de mãe" devido à crença de que a criança herdava as marcas apenas da mãe. O termo húngaro anyajegy, que se refere não apenas a marcas congênitas mas também a condições similares, deriva também da mesma crença.
Alguns mitos associados a marcas de nascença conectam a condição a uma mãe que experiencia algo estranho ou amedrontador, o que por vezes é chamado de "impressão materna".
No folclore iraniano, uma marca de nascença aparece quando uma mãe toca uma parte de seu corpo durante um eclipse solar.
Há uma crença na Igreja Ortodoxa Etíope de que marcas de nascença são um "beijo de Santa Maria, a virgem".
Em crenças da comunidade new age, marcas de nascença indicam o local de feridas traumáticas em vidas passadas.